# Charles Lamb
Pour les articles homonymes, voir Lamb.
Charles Lamb, né à Inner Temple à Londres le 10 février 1775 et mort à Edmonton (Londres) le 27 décembre 1834, est un poète et critique littéraire britannique. Ses deux œuvres les plus connues sont les Essais d'Elia (Essays of Elia) et les Contes d'après Shakespeare (Tales from Shakespeare). Il écrivit ce second livre en collaboration avec sa sœur, Mary Lamb (1764–1847).

## Biographie
Ami très proche de Samuel Taylor Coleridge, Charles Lamb faisait partie d'un cercle de poètes et d'écrivains qui avaient pour nom William Wordsworth, Leigh Hunt, Percy Bysshe Shelley, William Hazlitt et Robert Southey. Célibataire, il vivait auprès de sa sœur, Mary Lamb, qui souffrait de graves troubles mentaux ; en 1796, dans un accès de démence, elle avait poignardé leur mère. 
Tous deux écrivirent ensemble les Tales from Shakespeare, recueil de 20 contes inspirés des pièces du dramaturge. Publié en 1807, ce livre devint – et reste à ce jour – un grand classique de la littérature britannique pour la jeunesse. Le premier éditeur en fut l'écrivain William Godwin, époux de Mary Wollstonecraft et père de Mary Shelley, qui convoqua William Mulready pour le dessin des images et William Blake pour les graver. L'ouvrage, constamment réimprimé, fut illustré en 1899 par Arthur Rackham. Il a été traduit dans plusieurs langues, dont plusieurs fois en français sous différents titres.

## Œuvres
Ouvrages traduits en français
- Essais d'Elia, Gallimard, 1998
- Contes d'après Shakespeare (avec Mary Lamb), Arcadia, 2004
- Les Confessions d'un ivrogne (traduction inédite de Sébastien Marot), Editions la Grange Batelière[3], 2017

Ouvrages en langue anglaise
- Blank Verse, poésie, 1798
- Pride's Cure, poésie, 1802
- Tales from Shakespeare, 1807
- The Adventures of Ulysses, 1808
- Specimens of English Dramatic poets who lived about the time of Shakespeare, 1808
- On the Tragedies of Shakespeare, 1811
- Witches and Other Night Fears, 1821
- Essays of Elia, 1823
- The Last Essays of Elia, 1833

## Autour de Charles Lamb
Dans l'œuvre épistolaire de Mary Ann Shaffer et Annie Barrows, le Cercle littéraire des amateurs d'épluchures de patates (titre original : The Guernsey Literary and Potato Peel Pie Society), Charles Lamb est de très nombreuses fois mentionné. Charles Lamb et ses Essais d'Elia vont être l'objet du premier contact entre Dawsey Adams (et plus largement les membres du cercle littéraire de Guernesey) et Juliet, héroïne du livre.